# Malachia (nome)
Malachia  è un nome proprio di persona italiano maschile.

## Varianti in altre lingue
- Catalano: Malaquies
- Ebraico: מַלְאָכִי (Mal'âkhî, Mal'akhi, Malachi)[1][5][6]
- Francese: Malachie
- Greco biblico: Μαλαχίας (Malachias)[1]
- Greco moderno: Μαλαχίας (Malachias)
- Inglese: Malachi[5][6][7], Malaki[7], Malakai[5][7]
- Latino: Malachias[1]
- Polacco: Malachiasz
- Portoghese: Malaquias
- Russo: Малахия (Malachija)
- Serbo: Малахија (Malachija)
- Spagnolo: Malaquías
- Ungherese: Malakiás

## Origine e diffusione

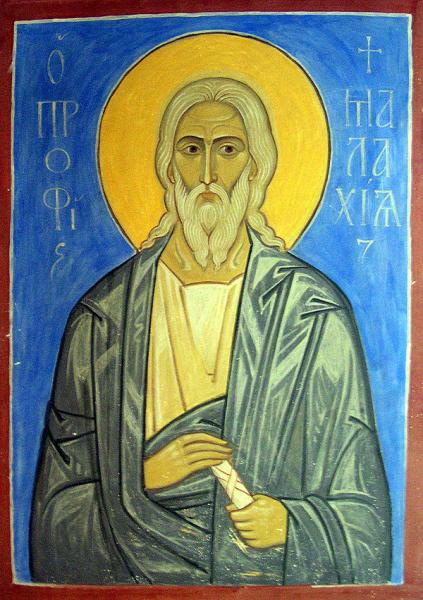
Il profeta Malachia in un'icona ortodossa

Si tratta di un nome di tradizione biblica, portato da Malachia, l'ultimo dei profeti minori dell'Antico Testamento. Etimologicamente, deriva dall'ebraico מַלְאָכִי (Mal'âkhî) che significa "mio messaggero", "mio angelo", in quanto basato su mal'akh, "messaggero" (la stessa radice da cui deriva il nome Malak); alcune fonti ipotizzano poi che il nome completo del profeta possa essere stato Mal'âkhiyyah, un composto di mal'akh e Yah, contrazione di "Yahweh", quindi "messaggero di Dio", "inviato di Dio". È però plausibile che il libro profetico fosse in realtà anonimo, e che il nome del suo autore sia stato attribuito da qualche esegeta, traendo spunto da un passo del libro stesso (3,1) dove Dio afferma "Ecco, io manderò un mio messaggero a preparare la via davanti a me".
La sua diffusione in Italia è scarsissima (le maggiori attestazioni sono in Lombardia), mentre è più frequente negli ambienti che tradizionalmente usano di più i nomi tratti dall'Antico Testamento, come quelli ebraici o protestanti; in Inghilterra, per esempio, entrò in uso proprio dopo la Riforma protestante.

## Onomastico
L'onomastico si festeggia il 18 dicembre (o il 14 gennaio su alcuni calendari) in ricordo del profeta Malachia, autore dell'omonimo libro dell'Antico Testamento. Con questo nome si ricorda anche san Malachia, vescovo di Armagh, presunto autore della Profezia sui papi, commemorato il 3 novembre (o anche il 2 o il 4) (il cui nome risulta però da una latinizzazione dell'irlandese Máel Máedóc o Máel Sechnaill, storicamente confusa con Malachia).

## Persone
- Malachia di Armagh, arcivescovo cattolico e abate irlandese
- Malachia De Cristoforis, patriota, medico e politico italiano
- Malachia Marchesi De Taddei, militare italiano

### Variante Malachi
- Malachi Richardson, cestista statunitense

## Il nome nelle arti
- Malachia è il protagonista del romanzo Il miracolo di padre Malachia di Bruce Marshall pubblicato per la prima volta nel 1931.
- Malachia è un personaggio della Banda Disney, il gatto di Paperino.
- Malachia è un personaggio della serie animata Angel's Friends.
- Malachia è il nome adottato da Bender in una puntata della serie animata Futurama (in cui il robot diventa una sottospecie di idolo per una piccola comunità lillipuziana e decide di scrivere la nuova "Bibbia").
- Malachi è un personaggio della serie televisiva Hex.
- Malachia da Hildesheim è un personaggio del romanzo di Umberto Eco Il nome della rosa.